# Gabrielle de Polignac
Yolande Martine Gabrielle de Polastron, comtesse puis duchesse de Polignac, est née à Paris (paroisse Saint-Sulpice) le 8 septembre 1749 et est morte à Vienne le 5 décembre 1793, alors en exil. Vivement décriée lors de la Révolution française, elle fut sans aucun doute l’amie la plus fidèle de la reine Marie-Antoinette, aux côtés de la princesse de Lamballe, et fut l’un des personnages les plus emblématiques de la cour de Louis XVI.

## Biographie

### Jeunesse
Yolande Martine Gabrielle de Polastron voit le jour le 8 septembre 1749 à Paris sous le règne de Louis XV, elle naît rue de Grenelle et elle est baptisée le 9 septembre 1749 en l'église Saint-Sulpice de Paris, sa paroisse. Elle est la fille de Jean François Gabriel, comte de Polastron, seigneur de Noueilles, Venerque et Grépiac et de Jeanne Charlotte Hérault de Vaucresson. De ses trois prénoms, l'usage ne retient que celui de Gabrielle.
La Maison de Polastron est issue d'une noblesse de souche ancienne. Fortement endettée à l'époque de la naissance de Gabrielle, la famille mène un train de vie moyen. Ne pouvant vivre à hauteur de leur rang, ses parents quittent la capitale pour le château familial de Noueilles, dans le sud-ouest de la France. L'enfant n'a que trois ans quand sa mère meurt, son éducation est alors prise en charge par sa tante, la comtesse d'Andlau, et elle grandit auprès de ses deux enfants, Frédéric-Antoine-Marc et Jeanne Françoise Aglaé d'Andlau. Son père se remarie avec Marie-Anne Élisabeth de Noé, sœur de Louis-Pantaléon de Noé. Le demi-frère de Gabrielle, Denis de Polastron, naît en 1758.
Mademoiselle de Polastron est fiancée à 16 ans au comte Jules de Polignac, capitaine du régiment de Royal-Dragons, fils d'Héracle-Louis, vicomte de Polignac, et de Diane de Mazarini Mancini. Elle l'épouse le 7 juillet 1767, peu avant ses 18 ans. Les deux familles sont de même rang, toutes deux de vieille noblesse mais sans grande fortune. La solde annuelle de Jules de Polignac au moment de son mariage s'élève à 4 000 livres. Elle est par ailleurs la cousine germaine du conventionnel Marie-Jean Hérault de Séchelles.

### Arrivée à Versailles
En 1775, elle est conviée, avec son mari, par sa belle-sœur à un bal au château de Versailles. Dans la galerie des Glaces, la reine Marie-Antoinette la remarque et questionne son entourage sur l'identité de cette inconnue. Elle va à la rencontre de celle qu'on appelle « comtesse Jules » (en référence au prénom de son mari) et lui demande pourquoi elle ne paraît pas plus souvent à la cour. Cette dernière lui avoue simplement qu'elle ne pourrait y soutenir son rang. La reine est impressionnée par sa franchise et instantanément conquise par sa grâce.
La jeune reine (19 ans), qui souffre de ses déboires conjugaux et d'une grande solitude à la cour, conçoit pour la comtesse de six ans son aînée une vive amitié. Gabrielle de Polignac supplante la fidèle princesse de Lamballe ; elle devient la favorite de la jeune reine, qui est charmée par son naturel enjoué et par son esprit. Marie-Antoinette lui rend parfois visite à Claye-Souilly et finit par l'inviter à résider de manière permanente à Versailles, ce que la comtesse est contrainte de refuser pour les raisons financières que l'on sait. Déterminée à garder sa nouvelle favorite à ses côtés, la reine fait combler par le Trésor royal les dettes du couple Polignac qui s'élèvent à 400 000 livres, et donne la charge de grand écuyer au comte de Polignac.

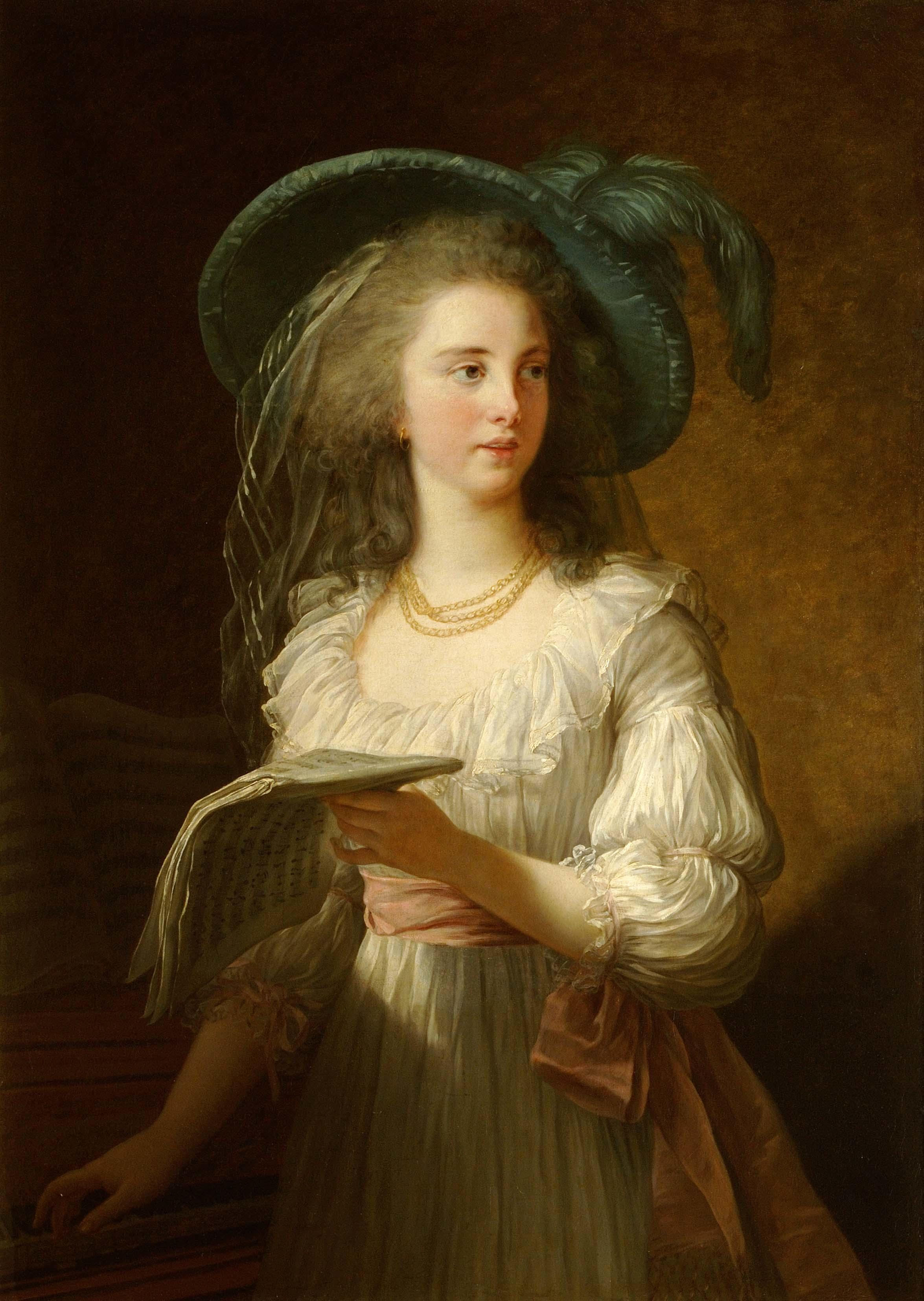
Martine-Gabrielle-Yolande de Polastron, duchesse de Polignac par Élisabeth Vigée Le Brun, 1783.

La voici installée au château de Versailles, près du petit appartement de la reine. Elle gagne rapidement l'amitié du comte d'Artois, le plus jeune des frères de Louis XVI, et même la faveur de ce dernier, qui lui est reconnaissant de l'influence apaisante qu'elle a sur la reine,. Elle s'attire en revanche l'opposition d'autres membres de l'entourage royal, en particulier du confesseur de la reine, l'abbé Vermond, et de son principal conseiller politique, le comte de Mercy-Argenteau, ambassadeur d'Autriche à Paris, qui s'étonne dans un courrier à l'impératrice Marie-Thérèse de l'ampleur des avantages accordés à la famille de Polignac en si peu de temps.
Ses contemporains voient en Gabrielle une femme belle, élégante, sophistiquée, charmante et amusante. Dotée de beaucoup de charisme, elle est l'égérie de la société de la reine, qui se compose de la famille de celle-ci et de ses amis à elle. Sa position de favorite profite à sa famille qui en vient à se mêler de politique et acquiert une influence à la cour.

### Les faveurs royales
La famille de Polignac, comblée des faveurs royales, touche des revenus générés par les titres et les pensions dont elle est gratifiée et dont le total coûte à l'État un demi-million de livres par an. Ces faveurs lui sont néanmoins nécessaires pour tenir son rang à la cour. Par exemple, le 7 mai 1778, la belle-sœur de Gabrielle, Diane de Polignac, qui était jusqu'alors « dame pour accompagner » la comtesse d'Artois, est nommée première dame d'honneur de Madame Élisabeth. Le 8 août 1779, le cousin du mari de Gabrielle, Camille de Polignac est nommé par Louis XVI évêque de Meaux, siège auquel sont attachés 22 000 livres de revenus annuels. Toujours en 1779, la fille du couple, Aglaé de Polignac, est dotée par Louis XVI à hauteur de 800 000 livres et, le 11 juillet 1780, à l'âge de douze ans, elle épouse le duc de Guiche. Ce dernier se voit décerner un brevet de capitaine et un an plus tard, une propriété qui rapporte 70 000 ducats de rentes. Le 20 septembre 1780, Jules de Polignac reçoit le titre de duc héréditaire de Polignac. La comtesse de Polignac devient ainsi duchesse.
En 1785, le nouveau duc est nommé directeur-général des postes. En 1782, Madame de Guéméné, femme du prince de Rohan-Guéméné et gouvernante des enfants royaux, est contrainte à la démission après la banqueroute de son époux. La reine la remplace aussitôt par la duchesse, ce qui choque une partie de la cour. En effet, Gabrielle est issue d'une famille dont la place à la cour est toute récente, et fait de l'ombre à d'autres familles pourvues d'un réseau plus étendu et plus ancien. Ses rivaux estiment que son rang ne peut justifier l'octroi d'une telle charge. Pour faire bonne mesure, Gabrielle se voit attribuer un appartement de treize pièces au château de Versailles, alors que la précédente gouvernante n'en avait que quatre. Même si le nombre de pièces ne contrevient pas à l'étiquette, il est sans précédent pour une gouvernante des enfants de France, et provoque un vif ressentiment chez les courtisans, alors qu'à Versailles l'espace est compté.
S'il faut en croire la marquise de Bombelles, elle ne remplit sa charge de gouvernante qu'au strict minimum, avec beaucoup d'agrément et peu d'assujettissement. D'autres observateurs signalent au contraire qu'elle se donne entièrement à sa charge, oubliant son indolence naturelle. Mesdames de Guéménée, de Brionne, de Marsan, d'Oberkirch assurent que Marie-Antoinette n'aurait pu faire meilleur choix pour assumer cette responsabilité. Gabrielle exempte les enfants de France d'assister quotidiennement à la messe. Il arrivera aussi qu'elle fasse venir un médecin auprès du dauphin Louis-Joseph à l'insu de sa mère pour ne pas inquiéter celle-ci. L'ayant découvert, la reine lui en tient rigueur ; Gabrielle veut alors remettre sa démission au roi mais Marie-Antoinette la supplie à genoux d'y renoncer.

### Une opposition croissante

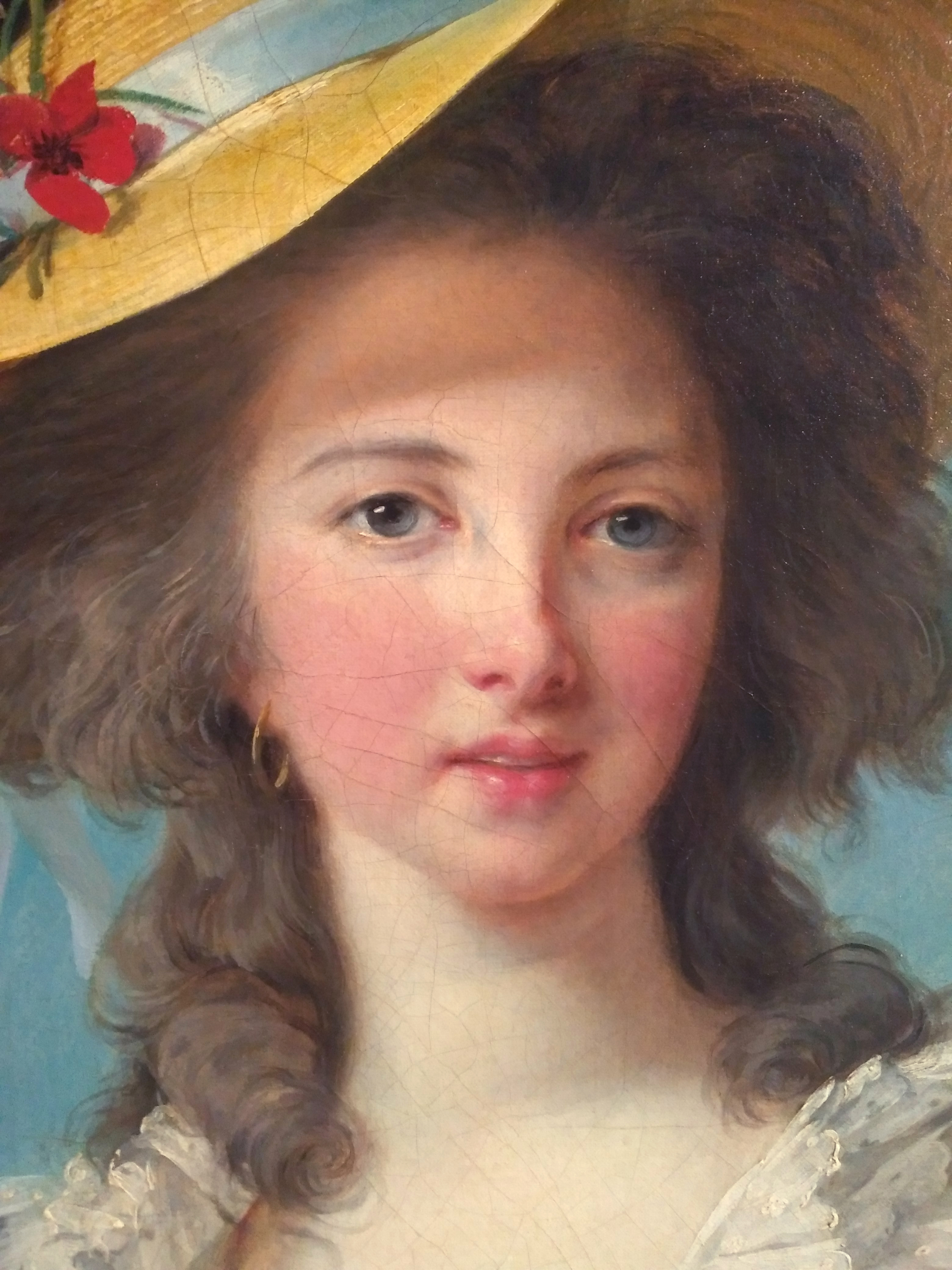
Portrait de la duchesse de Polignac (détail) par Élisabeth Vigée Le Brun, 1782.

Ces faveurs, dans le prolongement de l'affaiblissement du pouvoir royal sous Louis XVI, alimentent l'impopularité de Marie-Antoinette, non seulement auprès de ses sujets, mais aussi auprès d'une part de la noblesse. Les griefs mêlent vérités et rumeurs. À la fin des années 1780, des libelles circulent même sur la nature saphique des relations de la duchesse avec la reine. Par ailleurs, des rumeurs attribuent aussi à celle-ci une liaison avec Axel de Fersen. En 1785, éclate l'affaire du collier de la reine, une escroquerie menée par des intrigants, mais qui entache son prestige et celui de la monarchie,,. D'autres rumeurs courent sur Gabrielle de Polignac et son cousin le comte de Vaudreuil, suspecté d'être le père de son dernier enfant. Cette intimité avec Vaudreuil déplaît à la reine. Cette dernière éprouve en effet une forte aversion pour le comte, qu'elle juge irritant et grossier. La reine se plaint également de l'ambition des favoris de la duchesse, qui accordent leur soutien au ministre Calonne, un homme qu'elle méprise. Elle s'en ouvre à Madame Campan. Mais Gabrielle entend ne sacrifier aucun de ses amis à son affection pour Marie-Antoinette.
Sur le plan politique, les Polignac, ainsi que d'autres favoris, comme le baron de Besenval, constituent ce qu'on appelle « le parti de la reine », qui soutient indéfectiblement la reine. Gabrielle de Polignac et sa fille sont souvent conviées par la reine à jouer avec elle au théâtre que la souveraine se fait aménager en 1780 au Petit Trianon. Pendant les mois qui précèdent juillet 1789, Gabrielle et le comte d'Artois sont au cœur des intrigues. Le marquis de Bombelles, diplomate, témoigne de son action en faveur d'une stricte opposition aux idées révolutionnaires et des menaces qu'elles font peser sur le trône et sur la sécurité de la famille royale. Gabrielle parvient à convaincre Marie-Antoinette d'agir pour barrer la route à Jacques Necker, le populaire ministre des Finances. Le second renvoi de ce dernier par Louis XVI, le 11 juillet 1789, attise à Paris le climat insurrectionnel, qui culmine le 14 juillet 1789 avec la prise de la Bastille. Ainsi, lorsque la Révolution française éclate, ses meneurs reprochent à Gabrielle d’une part, d'avoir bénéficié des fonds publics et, d’autre part, d'avoir conseillé à la reine de résister à leurs agissements.

### Révolution française et exil
Deux jours après la prise de la Bastille, à la demande des souverains, les époux Polignac, leurs enfants et la comtesse Diane quittent Versailles, avec une bourse de 500 louis octroyée par la reine. Comme il y a peu de place dans la berline, et pour ne pas attirer l'attention, on ne prend pas de bagages et chaque voyageur n'a que quelques chemises et mouchoirs. Marie-Antoinette écrit à Gabrielle de Polignac : « Adieu la plus tendre des amies ; le mot est affreux, mais il le faut ; je n'ai que la force de vous embrasser. »
Commence pour les proscrits une vie itinérante, Gabrielle se rend en Suisse, puis en Italie, à Turin, à Rome. À chaque étape, elle écrit à la reine et reçoit des missives de celle-ci ou du roi l'assurant de leur attachement. En mars 1790, à Venise, la duchesse marie son fils Armand. En juillet 1791, la famille part pour Vienne. À l'automne 1793, Armand cache à sa mère que la reine a été guillotinée, il évoque une mort en captivité. Malade depuis près d'un an, elle meurt dans la nuit du 4 au 5 décembre 1793, un peu plus d'un mois après la reine, à l'âge de 44 ans. On l'enterre à Vienne, et on grave sur la pierre tombale son nom suivi de la mention « Morte de douleur ». Resté en France, le père de Gabrielle est guillotiné en juin 1794.

## Descendance
Jules et Gabrielle de Polignac ont quatre enfants :
- Aglaé de Polignac (7 mai 1768, Paris – 30 mars 1803, Édimbourg), mariée le 11 juillet 1780 avec Antoine VIII de Gramont, alors duc de Guiche, plus tard 8ème duc de Gramont. Elle est surnommée "Guichette" par sa famille.
- Armand de Polignac (11 janvier 1771, Paris – 1er mars 1847, Paris), deuxième duc de Polignac, marié en 1790 avec Idalie Jeanne Lina de Neukirchen de Nyvenheim (1775-1862). Sa descendance portant le nom de « Potignat » modification du nom sous la Révolution.
- Jules de Polignac, prince de Polignac (14 mai 1780, Paris – 30 mars 1847, Saint-Germain-en-Laye), troisième duc de Polignac. Nommé premier ministre de la France entre 1829 et 1830 par Charles X, l'ancien comte d'Artois, ami de sa mère. Il épouse en premières noces Barbara Campbell (1788-1819), puis épouse en secondes noces Mary Charlotte Parkyns (1792-1864). Dont postérité (actuel duc de Polignac).
- Melchior de Polignac, comte de Polignac (27 décembre 1781, Versailles – 2 février 1855, Fontainebleau), marié en 1810 avec Alphonsine Le Vassor de la Touche (1791-1861). Le sixième enfant du couple est Charles Marie Thomas Étienne Georges, comte de Polignac (1824-1881), dont le petit-fils Pierre de Polignac est le père du prince Rainier III de Monaco et le grand-père du prince Albert II de Monaco. Le titre de comtesse de Polignac est actuellement porté par Stéphanie de Monaco[22].

## Dans la littérature
Gabrielle de Polignac est l'une des protagonistes des œuvres suivantes :
- La Rose de Versailles, manga de Riyoko Ikeda paru pour la première fois en 1972.
- Victoria Holt, Destin de reine, Presses Pocket, 1989.
- Les Adieux à la reine, roman de Chantal Thomas publié en 2002.
- Catherine Hermary-Vieille, Les Années Trianon, 2009.
- La série de romans de Jean-François Parot et de son commissaire aux affaires extraordinaires Nicolas le Floch.
- La série Les Roses de Trianon, roman d'Annie Jay publiée en 2014.

## Au cinéma
Le rôle de la duchesse de Polignac a été notamment interprété par :
- Hélène Bellanger dans L'Affaire du collier de la reine (1946) réalisé par Marcel L'Herbier.
- Marina Berti dans Marie-Antoinette reine de France (1955) réalisé par Jean Delannoy.
- Sue Lloyd dans Lady Oscar (1978) réalisé par Jacques Demy.
- Claudia Cardinale dans La Révolution française (1989) réalisé par Robert Enrico et Richard T. Heffron.
- Rose Byrne dans Marie-Antoinette (2006), réalisé par Sofia Coppola.
- Virginie Ledoyen dans Les Adieux à la Reine (2012) réalisé par Benoît Jacquot.

## À la télévision
Gabrielle de Polignac fait partie des personnages historiques traités dans le cadre de l'émission Secrets d'Histoire, intitulée Les favoris de Marie-Antoinette diffusée le 13 janvier 2020 sur France 3.
Dans la série Marie-Antoinette (2022) de Canal+, elle est interprétée par Liah O'Prey. 